# Saint Croix megye
Saint Croix megye az Amerikai Egyesült Államokban, azon belül Wisconsin államban található. Megyeszékhelye és legnagyobb városa Hudson. Lakosainak száma 93 536 fő (2020. április 1.). Saint Croix megye Polk, Barron, Dunn, Pierce és Washington megyékkel határos.

## Népesség
A megye népességének változása:
| Lakosok száma | 84 394 | 84 934 | 85 249 | 85 930 | 87 513 | 93 536 |
|               | 2010   | 2011   | 2012   | 2013   | 2015   | 2020   |